# Muzeum Kowalstwa i Ślusarstwa w Hajnówce
Muzeum Kowalstwa i Ślusarstwa w Hajnówce – muzeum z siedzibą w Hajnówce. Placówka jest prywatnym przedsięwzięciem Stanisława Mierzwińskiego.
Muzeum powstało w 2003 roku, a jego bazą była pochodząca z 1927 roku kuźnia, należąca do rodziny właściciela. W jego zbiorach znajdują się liczne eksponaty, związane z kowalstwem oraz obróbką metali. Można tu zobaczyć m.in. narzędzia kowalskie i ślusarskie, wyroby kowalstwa artystycznego, modele dymarek, urządzenia do wytopu żelaza z rud darniowych, prehistoryczne żużle oraz maszyny i urządzenia rolnicze. Placówka posiada własną pracownię konserwatorską. Opiekę merytoryczną nad zbiorami sprawują: Państwowe Muzeum Archeologiczne w Warszawie oraz Muzeum Starożytnego Hutnictwa Mazowieckiego w Pruszkowie. Placówka jest członkiem Świętokrzyskiego Stowarzyszenia Dziedzictwa Przemysłowego.
Muzeum jest obiektem całorocznym, czynnym z wyjątkiem poniedziałków, wstęp jest płatny. Oprócz działalności wystawienniczej, placówka organizuje warsztaty oraz lekcje pokazowe w czynnej nadal kuźni a także uczestniczy w piknikach archeologicznych.